# Metopilio
Metopilio – rodzaj kosarzy z podrzędu Eupnoi i rodziny Sclerosomatidae.

## Występowanie
Przedstawiciele rodzaju zamieszkują Meksyk oraz Amerykę Środkową.

## Systematyka
Opisano dotąd 19 gatunków kosarzy z tego rodzaju:
- Metopilio acanthipes (F. O. Pickard-Cambridge, 1905)
- Metopilio albispinulatus Goodnight et Goodnight, 1944
- Metopilio armatus Goodnight et Goodnight, 1953
- Metopilio armigerus (F. O. Pickard-Cambridge, 1905)
- Metopilio australis (Banks, 1909)
- Metopilio cyaneus Roewer, 1956b
- Metopilio diazi Goodnight et Goodnight, 1945
- Metopilio foveolatus Roewer, 1956
- Metopilio gertschi (Roewer, 1956)
- Metopilio hispidus Roewer, 1915
- Metopilio horridus (F. O. Pickard-Cambridge, 1905)
- Metopilio maculatipes (F. O. Pickard-Cambridge, 1905)
- Metopilio mexicanus (Roewer, 1956)
- Metopilio multispinulatus Goodnight et Goodnight, 1944
- Metopilio niger Goodnight et Goodnight, 1942
- Metopilio ornatipes (Banks, 1909)
- Metopilio spinigerus F. O. Pickard-Cambridge, 1905
- Metopilio spinulatus (Banks, 1898)